# 보츠와나 풀라
보츠와나 풀라(영어: Botswana pula)는 보츠와나의 통화이다. ISO 4217 코드는 BWP이며 100 테베(thebe)로 나뉜다. 풀라(Pula)는 문자 그대로 "비"라는 의미가 있다. 이는 보츠와나가 칼라하리 사막의 중심부에 해당하는 탓에 비가 굉장히 드물게 내리기 때문에, 국가 표어 역시 '풀라'라는 한 단어로 등록되어 있을 정도로 비를 신성시하는 문화가 생겼고, 이는 결국 보츠와나에서 가끔씩 내리는 비처럼 화폐가 높은 가치를 지닌다는 뜻을 내포한다. 보조단위는 "방패"라는 뜻의 테베(thebe)이다.

## 역사
풀라화는 1976년 도입되었고 남아프리카 공화국 랜드를 대체하게 되었다. 2005년 5월 12%나 되는 가치절하에도 불구하고 아프리카 전역을 통틀어 화폐 가치가 가장 높은 부류에 속한다.

## 동전
1976년, 동전은 1, 5, 10, 25, 50 테베 그리고 1 풀라의 종류로 도입되었다. 1 테베는 알루미늄, 5 풀라는 청동, 그리고 다른 동전은 모두 백동으로 주조되었다. 주화는 1 풀라가 가리비 모양인 것을 제외하고는 모두 원형이다. 2 테베는 1981년부터 청동을 사용하는 것으로 새로이 도입되었고 1991년 니켈로 겉을 도금한 철제 주화가 5, 10, 25, 50 테베의 재료로 대체됐다. 이때 1풀라는 크기가 더 작아지고 그 형태는 6각형 황동으로 바뀌었다. 2 풀라도 이와 비슷한 형태로 1994년 새로 추가되었다.
새로운 시리즈의 동전들이 2013년에 도입되었다.

## 지폐
1976년 8월 23일, 보츠와나 은행은 1, 2, 5, 10, 20 풀라의 종류로 지폐를 도입하였다. 1, 2 풀라 지폐는 각각 1991년과 1994년에 동전으로 대체되었다. 5 풀라 지폐도 동전으로 2000년에 새로 바뀌었다. 언론 보도에 따르면 2006년 7월 1일에 기해 1, 2, 5 풀라 지폐는 지폐의 자격을 박탈당했지만 아직까지는 국영은행에서 5년동안 교환이 가능하다고 한다.
| 보츠와나 풀라의 지폐 (2009년 발행) | 보츠와나 풀라의 지폐 (2009년 발행) | 보츠와나 풀라의 지폐 (2009년 발행) | 보츠와나 풀라의 지폐 (2009년 발행)            | 보츠와나 풀라의 지폐 (2009년 발행)      | 보츠와나 풀라의 지폐 (2009년 발행) |
| 그림                               | 가치                               | 메인 컬러                          | 앞면                                          | 뒷면                                    | 워터마크                           |
| ---------------------------------- | ---------------------------------- | ---------------------------------- | --------------------------------------------- | --------------------------------------- | ---------------------------------- |
|                                    | 10 풀라                            | 녹색                               | 세레체 카마 이언 카마 대통령                  | 국회 건물, 가보로네                     | 만연한 얼룩말과 전자판 10          |
|                                    | 20 풀라                            | 빨간색                             | Kgalemang Tumediso Motsete                    | 채굴 장비                               | 만연한 얼룩말과 전자판 20          |
|                                    | 50 풀라                            | 갈색                               | President Sir Seretse Khama                   | Okavango Delta swamps, boat, fish eagle | 만연한 얼룩말과 전자판 50          |
|                                    | 100 풀라                           | 파란색                             | Three chiefs (Sebele I, Bathoen I, Khama III) | Diamond sorting, open-pit diamond mine  | 만연한 얼룩말과 전자판 100         |
|                                    | 200 풀라                           | 보라색                             | 여교사 및 아동                                | 얼룩말                                  | 만연한 얼룩말과 전자판 200         |

## 같이 보기
- 보츠와나의 경제